# Sørup (Måløv Sogn)
 For alternative betydninger, se Sørup. (Se også artikler, som begynder med Sørup)
Sørup er en klynge af huse (4-5 huse) beliggende 500 meter nordvest for Kildedal Station, 2,5 kilometer øst for Veksø og 21 kilometer nordvest for Københavns centrum. Sørup ligger i Ballerup Kommune nord for Måløv Byvej lige inden kommunegrænsen til Egedal Kommune.

## Beskrivelse
Mest kendt er Sørup nok for den nedlagte Sørup Losseplads, hvor Ballerup Kommune i perioden 1957-1979 i den gamle grusgrav drev en losseplads. Efter nedlæggelsen af Københavns Amt ved kommunalreformen i 2007 kæmper Miljøministeriet og Region Hovedstaden i dag, om hvem der er ansvarlige for forureningen af blandt andet grundvandet i dette område og Værebro Å. Blot få kilometer fra Sørup lå Cheminova i perioden 1944-1954, hvorfra der også blev udledt forurenet spildevand, som også har påvirket vandkvaliteten.